# Cairnsichthys rhombosomoides
Genre
Espèce
Statut de conservation UICN

 EN  : En danger
Cairnsichthys rhombosomoides est une espèce de poissons de la famille des Melanotaeniidae, la seule de son genre Cairnsichthys (monotypique). Elle est originaire du Queensland (Australie).